# Уикз, Кевин

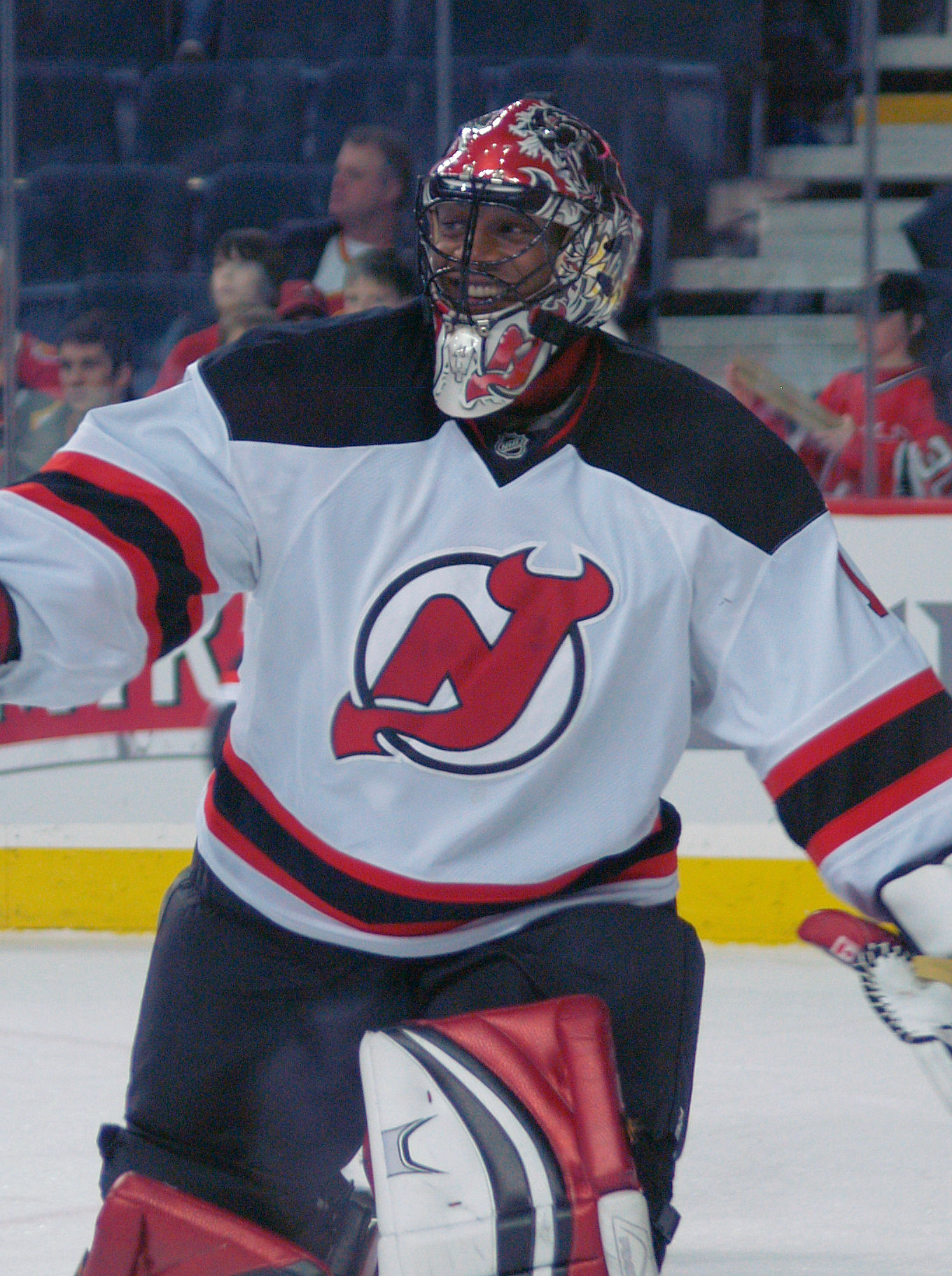
Кевин Уикз

Кевин Уикз (англ. Kevin Weekes; 4 апреля 1975, Торонто, Онтарио) — профессиональный канадский хоккеист. Амплуа — вратарь.
На драфте НХЛ 1993 года был выбран во 2 раунде под общим 41 номером командой «Флорида Пантерз». 17 января 1999 года обменян в «Ванкувер Кэнакс». 19 декабря 1999 года обменян в «Нью-Йорк Айлендерс». 24 июня 2000 года обменян в «Тампу Бэй Лайтнинг». 5 марта 2002 года обменян в «Каролину Харрикейнз». 26 августа 2004 года как неограниченно свободный агент подписал контракт с «Нью-Йорк Рейнджерс».

## Статистика
```
Season   Team                        Lge    GP   Min   GA  EN SO   GAA   W   L   T   Svs    Pct
-----------------------------------------------------------------------------------------------
1990-91  St. Michael's Buzzers       MTJHL   1    41    1   0  0  1.47   0   0   0     0  0.000
1990-91  Toronto Red Wings           MTHL    0     0    0   0  0  0.00   0   0   0     0  0.000
1991-92  St. Michael's Buzzers       MTJHL   2   127   11   0  0  5.22   0   1   1     0  0.000
1991-92  Toronto Red Wings           MTHL   35  1575   68   0  4  1.94   0   0   0     0  0.000
1992-93  Owen Sound Platers          OHL    29  1645  143   0  0  5.22   9  12   5     0  0.000
1993-94  Owen Sound Platers          OHL    34  1974  157   3  0  4.77  13  19   1  1157  0.881
1994-95  Ottawa 67's                 OHL    41  2266  154   0  1  4.08  13  23   4     0  0.000
1995-96  Carolina Monarchs           AHL    60  3404  229   4  2  4.04  24  25   8  1618  0.876
1996-97  Carolina Monarchs           AHL    51  2899  172   3  1  3.56  17  28   4  1462  0.895
1997-98  Fort Wayne Komets           IHL    12   719   34   0  1  2.84   9   2   1   381  0.918
1997-98  Florida Panthers            NHL    11   485   32   1  0  3.96   0   5   1   247  0.870
1998-99  Vancouver Canucks           NHL    11   532   34   0  0  3.83   0   8   1   223  0.868
1998-99  Detroit Vipers              IHL    33  1857   64   1  4  2.07  19   5   7   726  0.919
1999-00  New York Islanders          NHL    36  2026  115   3  1  3.41  10  20   4  1058  0.902
1999-00  Vancouver Canucks           NHL    20   987   47   3  1  2.86   6   7   4   414  0.898
2000-01  Tampa Bay Lightning         NHL    61  3378  177   8  4  3.14  20  33   3  1742  0.898
2001-02  Tampa Bay Lightning         NHL    19   830   40   3  2  2.89   5   9   0   430  0.915
2001-02  Carolina Hurricanes         NHL     2   120    3   0  0  1.50   2   0   0    38  0.927
2002-03  Carolina Hurricanes         NHL    51  2965  126   2  5  2.55  14  24   9  1312  0.912
2003-04  Carolina Hurricanes         NHL    66  3764  146   5  6  2.33  23  30  11  1506  0.912
2005-06  New York Rangers            NHL    32  1850   91   2  0  2.95  14  14   3   776  0.895
2006-07  New York Rangers            NHL    14   761   43   0  0  3.39   4   6   0   355  0.879
2007-08  New Jersey Devils           NHL     9   343   17   0  0  2.97   2   2   0   160  0.894
2008-09  New Jersey Devils           NHL    16   795   32   0  0  2.42   7   5   0   399  0.920

Lge - лига, в которой выступал игрок.
GP - сыгранные матчи.
Min - минуты, проведённые на поле.
GA - пропущенные шайбы.
EN - голы, забитые в пустые ворота.
SO - матчи на "ноль" (без пропущенных шайб).
GAA - среднее число пропускаемых за матч шайб.
W, L, T - количество побед, поражений и ничьх, одержанных командой с этим вратарём.
Svs - отражённые броски ("сэйвы").
Pct - процент отражённых бросков.

```